# K Virtual Machine
KVM (ang. Kilobyte Virtual Machine) jest maszyną wirtualną Java opracowaną dla konfiguracji CLDC (ang. Connected Limited Device Configuration). KVM jest bardzo ograniczona i ma dużo mniejsze wymagania sprzętowe w porównaniu z pełną wersją JVM (ang. Java Virtual Machine). 
Maszyna KVM stworzona została dla urządzeń wyposażonych w procesory 16- i 32-bitowe, pracujące z częstotliwością od 12 do 60 MHz, oraz w minimum 128 kB pamięci.